# Grandvilliers (Oise)
Grandvilliers es una comuna y población de Francia, en la región de Picardía, departamento de Oise, en el distrito de Beauvais. Es la cabecera y mayor población del cantón de su nombre.
Su población en el censo de 1999 era de 2.893 habitantes. Su aglomeración urbana —que incluye también Halloy y Briot— tenía 3.626 habitantes.
Está integrada en la Communauté de communes de la Picardie Verte, de la que es la comuna más poblada.

## Demografía
| 2118 | 2350 | 2661 | 2690 | 2761 | 2893 |
| Para los censos de 1962 a 1999 la población legal corresponde a la población sin duplicidades (Fuente: INSEE [Consultar]) |      |      |      |      |      |

## Personajes ilustres
- Georges Vacossin (1870-1942), escultor.